# Paddy Ryan
Paddy Ryan (Thurles, 14 marzo 1851 – New York, 14 dicembre 1900) è stato un pugile irlandese naturalizzato statunitense.
Campione del mondo dei pesi massimi dal 1880 al 1882, in un momento storico in cui gli incontri venivano disputati secondo le regole London Prize Ring Rules.

## Biografia
Paddy Ryan nacque in Irlanda, ma la sua famiglia si trasferì negli Stati Uniti d'America durante la grande crisi economica che colpì il suo paese natale. Nei primi anni della sua permanenza a New York venne chiamato il gigante a causa della sua mole. Nel 1874 aprì un locale, proprio in quell'anno catturò l'attenzione di un direttore atletico del Rensselaer Polytechnic Institute, Jim Killoran che avviò Rayn alla carriera pugilistica.
Nel 1877 combatté il suo primo incontro di boxe secondo le centenarie regole di Jack Broughton, accettate da tutti. Il 30 marzo 1880 alla Stazione di Collier in West Virginia Paddy affrontò Joe Goss, un pugile che all'epoca veniva riconosciuto come campione del mondo di pugilato. L'incontro durò 87 riprese e 90 minuti circa, alla fine Goss si arrese e Paddy Ryan venne acclamato campione.
Nel 1882 venne sfidato da John Lawrence Sullivan per il titolo di campione del mondo. Anche questo incontro venne disputato secondo il London Prize Ring Rules. Inizialmente la sfida doveva svolgersi a New Orleans, ma a causa dei divieti imposti dalla polizia i due pugili seguiti da moltissimi spettatori si spostarono a Mississipy City, dove il 7 febbraio 1882 combatterono davanti al Hotel Barnes. Paddy aveva due secondi: John Roche (New York) e Tom Kelly (St. Louis). Joe Goss assieme a Billy Madden erano i secondi di Sullivan. Gli arbitri come sempre vennero scelti tra il pubblico, così come richiesto dalle regole. L'incontro iniziò alle 11.57 quando Paddy Ryan salì sul ring, alla nona ripresa un violento pugno di Sullivan colpì il volto di Paddy sotto l'orecchio sinistro. Il pugile irlandese cadde a terra sanguinante, venne dichiarato sconfitto dopo il conteggio di 30 secondi.
Ryan e Sullivan si combatterono altre volte sempre con la vittoria di Sullivan.
Morì il 14 dicembre del 1900 a New York e fu sepolto nel cimitero di St. Mary. È stato inserito di diritto nella Hall of Fame of boxing nel 1993.
Ryan era parte del gruppo insieme all'attore Henry E. Dixey e al lottatore William Muldoon che, il 19 maggio 1885, accompagnò Robert Emmet Odlum (1851-1885) quando questi si tuffò dal ponte di Brooklyn. Odlum fu il primo uomo a gettarsi dal ponte, ma il tentativo finì tragicamente, con la morte del tuffatore.